# Municipio di East London
Il Municipio di East London (in inglese: East London City Hall) è un edificio storico, sede municipale della città di East London in Sudafrica. 

## Storia
L'edificio venne eretto tra il 1897 e il 1899 secondo il progetto dell'architetto Edwin Page, vincitore nel 1893 di un concorso indetto per selezionare i migliori progetti per il nuovo municipio di East London. Il palazzo venne ufficialmente inaugurato il 5 ottobre 1899 dal nuovo sindaco della città, W. C. Jackson.
L'edificio è stato dichiarato monumento nazionale il 30 ottobre 1992.

## Descrizione
Il palazzo, che si sviluppa su due livelli, presenta uno stile eclettico. Le facciate sono contraddistinte da un rivestimento e da decorazioni in intonaco.

## Galleria d'immagini

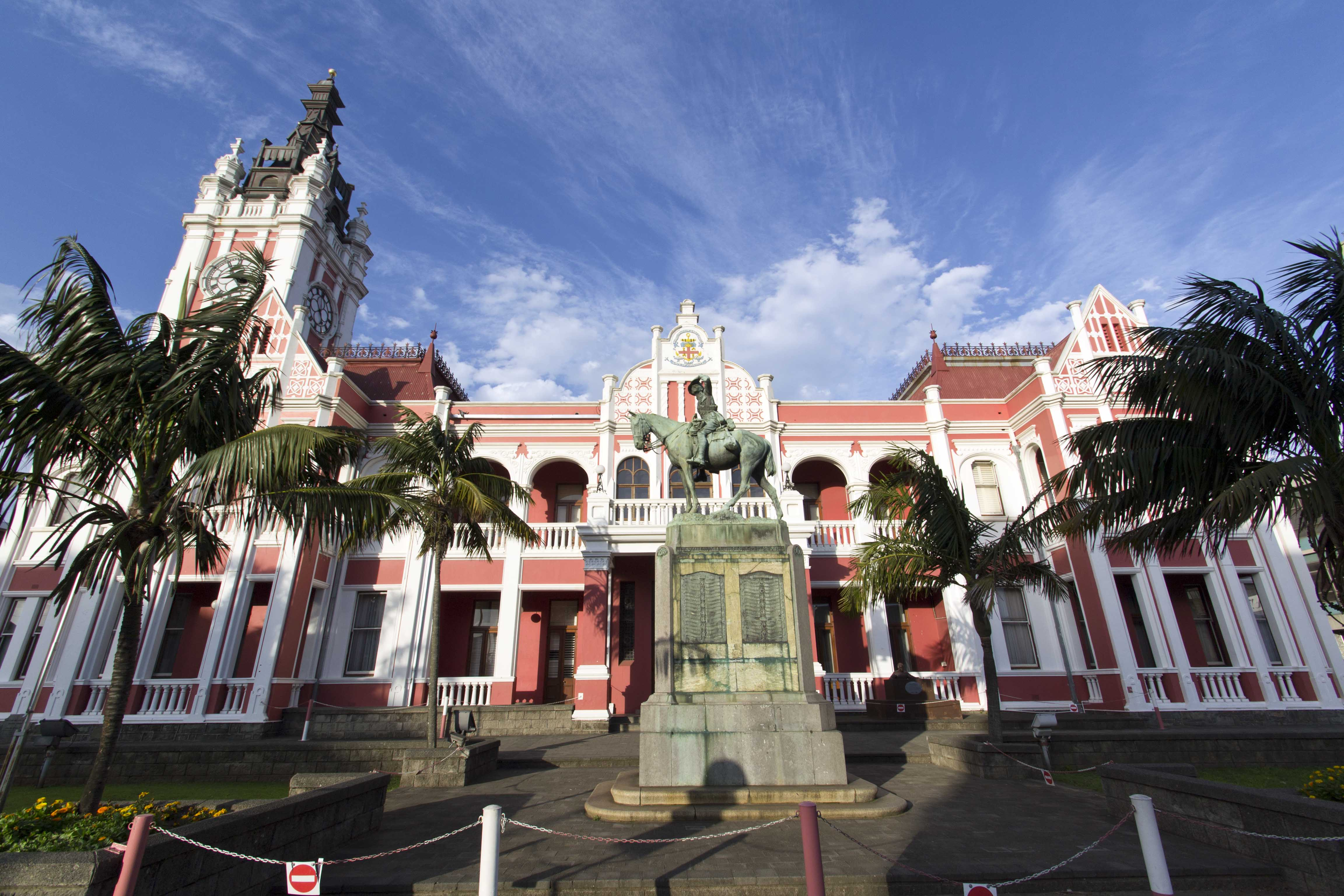
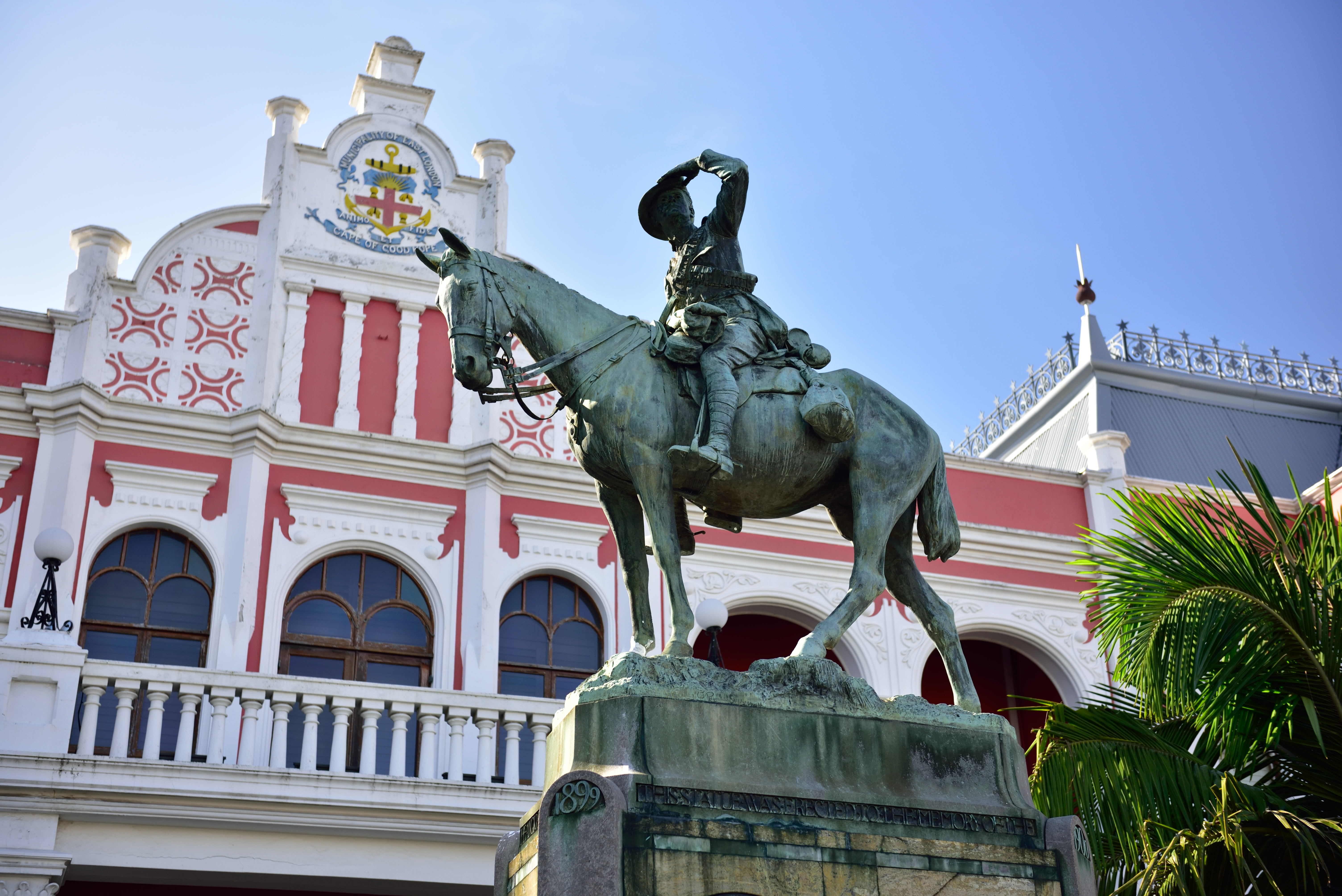
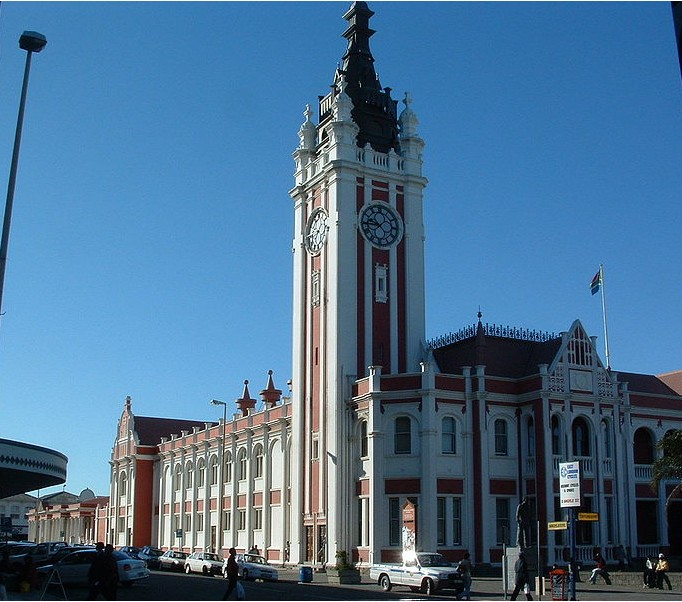